# Provincias de Ruanda
Las provincias de Ruanda, llamadas intara, se dividen además en distritos (akarere) y municipios (umujyi). Con anterioridad al 1 de enero de 2006, Ruanda estaba dividida en doce provincias; sin embargo, el Gobierno de Ruanda decidió establecer nuevas provincias, en un intento de resolver los problemas que surgieron durante el genocidio de 1994. El primer objetivo era descentralizar el poder, ya que se percibía que el sistema de gobierno centralizado de Ruanda era un factor que contribuyó al genocidio. En segundo lugar, las nuevas provincias tienen un carácter más multiétnico que las anteriores doce, lo que debilita las divisiones étnicas. Por último, las nuevas provincias no estarán asociadas al genocidio como las anteriores 

## Provincias

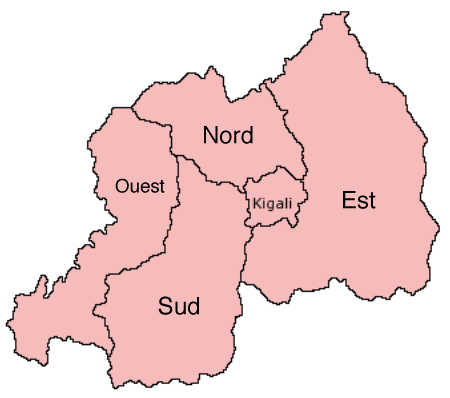
Provincias de Ruanda con su toponimia oficial en francés.

Desde el 1 de enero de 2006, las cinco provincias de Ruanda son:
| Provincia            | Nombre en kiñaruanda  | Nombre en francés   | Capital   | Área (km²) | Población (censo de 2012) | Densidad (en km²) | Equivalente en población |
| -------------------- | --------------------- | ------------------- | --------- | ---------- | ------------------------- | ----------------- | ------------------------ |
| Kigali               | Umujyi wa Kigali      | Kigali              | Kigali    | 730        | 1,132,686                 | 1,551.62          | Suazilandia              |
| Provincia del Sur    | Amajyepfo             | Province du Sud     | Nyanza    | 5,963      | 2,589,975                 | 434.34            | Botsuana                 |
| Provincia Occidental | Iburengerazuba        | Province de l'Ouest | Kibuye    | 5,883      | 2,471,239                 | 420.06            | Botsuana                 |
| Provincia del Norte  | Amajyaruguru District | Province du Nord    | Byumba    | 3,276      | 1,726,370                 | 526.97            | Kosovo                   |
| Provincia Oriental   | Iburasirazuba         | Province de l'Est   | Rwamagana | 9,458      | 2,595,703                 | 274.44            | Botsuana                 |

## Provincias anteriores
Antes de 2006 las provincias eran:
- Butare
- Byumba
- Cyangugu
- Gikongoro
- Gisenyi
- Gitarama
- Kibungo
- Kibuye
- Kigali Rural
- Kigali Ciudad
- Ruhengeri
- Umutara